# La Magne
La Magne (toponimo francese) è una frazione di 52 abitanti del comune svizzero di Vuisternens-devant-Romont, nel Canton Friburgo (distretto della Glâne).

## Storia

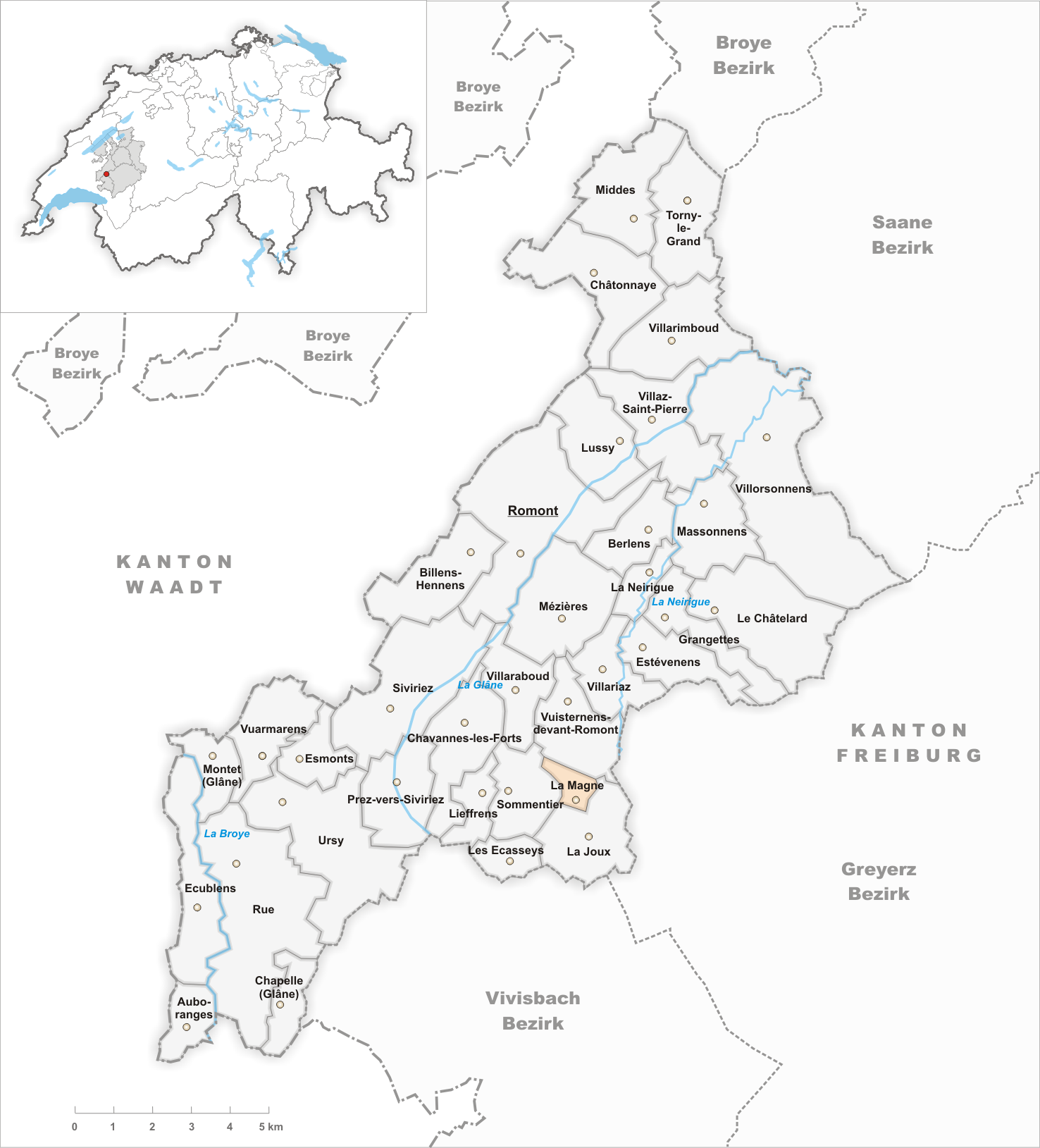
Il territorio del comune di La Magne prima degli accorpamenti comunali del 2003

Già comune autonomo, nel 2003 è stato accorpato a Vuisternens-devant-Romont assieme agli altri comuni soppressi di Estévenens, La Joux, Les Ecasseys, Lieffrens, Sommentier e Villariaz.

## Monumenti e luoghi d'interesse
- Oratorio di Notre-Dame-des-Petits-Marais[1].

## Società

### Evoluzione demografica
L'evoluzione demografica è riportata nella seguente tabella:
Abitanti censiti

## Amministrazione
Ogni famiglia originaria del luogo fa parte del comune patriziale che ha la responsabilità della manutenzione di ogni bene comune.